# Кореец II (канонерская лодка)
«Кореец II» — канонерская лодка Балтийского флота. Этот корабль был назван в честь своего героического предшественника, канонерской лодки «Кореец» Сибирской флотилии, погибшей в неравном бою 27 января (9 февраля) 1904 года.

## Постройка и испытания
Строительство канонерской лодки «Кореец II» началось 23 апреля 1906 года на судоверфи «Путиловского завода» в Санкт-Петербурге. «Кореец II» был спущен на воду 10 мая 1907 года, а 23 октября был принят в казну, как «наиболее добротно изготовленный».
Морской министр И. М. Диков постановил отправить «Кореец II» (командир — капитан 2 ранга Ф. В. Римский-Корсаков) вместе с однотипным «Гиляком II» на зимовку в Либаву, однако, после выхода 21 ноября 1907 года из Ревеля в Либаву, «Кореец II» лишился управления, а «Гиляк II» был затерт льдами. К ним на помощь был выслан буксир «Могучий», который привел обе лодки обратно в Ревель.
Испытания были закончены летом 1908 года, после чего «Кореец II» начали готовить к отправке на Дальний Восток.

## Заграничное плавание
В октябре 1908 года «Кореец II» и «Гиляк II» отправились в заграничное плавание из Кронштадта, конечной целью которого было вступление обеих канонерок в состав Сибирской флотилии. Изначально эти канонерские лодки задумывались именно как корабли для службы на мелководных китайских реках — этим объясняется слабое вооружение и малая скорость хода, которые были принесены в жертву малой осадке кораблей этого типа.
После похода мимо Англии и Франции (который постоянно прерывался из-за штормов), «Кореец II» и «Гиляк II» направились в Португалию, а дальше — на Средиземное море, где их и застало решение совещания, проводившегося Морским министром 3 декабря 1908 года. Совещание постановило, что «Гиляк II» и «Кореец II» должны прибыть во Владивосток для дальнейшего их использования на охране рыбных промыслов.
18 декабря по  с.с. в город Мессина прибыли канонерские лодки «Гиляк» и «Кореец», экипажи которых также включились в спасательную операцию по спасению пострадавших от Мессинского землетрясения. 
Однако, уже 23 декабря 1908 года Николай II утверждает предложение Н. О. Эссена о возвращении канонерских лодок на Балтику, где из них должны были формировать отряд для обороны финских шхер. Телеграмма с подписью Императора застала канонерские лодки в Пирее, откуда они отправились на Родину 5 февраля 1909 года.
Обратный поход был очень трудным, постоянно штормило, «Гиляк II» получил некоторые повреждения, но с «Корейцем II» всё обошлось. 30 апреля 1909 года канонерки прибыли в Либаву, и уже на следующий день участвовали в маневрах Балтийского флота.
Во время своего заграничного плавания «Кореец II» и «Гиляк II» приняли участие в оказании помощи городу Мессина, пострадавшему от землетрясения, за что наряду с другими кораблями получили благодарности.

## Довоенная служба
После возвращения из похода, «Кореец II» был включен в состав 2-й минной дивизии и перебазировался в Гельсингфорс. В течение 1910 года «Кореец II» в составе отряда находился в Ревеле, занимаясь учебными стрельбами и тралением. Сначала он вошел в Учебно-артиллерийский отряд, затем состоял в распоряжении Главного гидрографического управления, а зиму провел в Кронштадте.
На протяжении 1911—1914 годов «Кореец II» оставался в учебно-артиллерийском отряде. За межнавигационный период кампании 1913 года на нём установили ещё четыре 75-мм орудия.

## Участие в Первой мировой войне
С началом войны «Кореец II» вновь попал во 2-ю дивизию, а в 1915 году ввиду быстрого продвижения немцев в Курляндии вместе с канонерской лодкой «Сивуч II» был отправлен в Рижский залив. Командиром «Корейца II» в это время являлся капитан 2 ранга И. К. Федяевский.
С 8 июля до начала августа канонерки в составе отряда оказывали сильную огневую поддержку войскам. 4 августа «Кореец II» и «Сивуч II» в последний раз обстреляли позиции немцев в районе Кемери, а в это время немецкий флот уже начинал свою операцию.

### Бой и гибель
6 августа в 11 ч германский флот Балтийского моря под командованием вице-адмирала Шмидта в составе линкоров «Posen» (флагманский), «Nassau», крейсеров «Pillau», «Bremen», «Graudenz», «Augsburg», минного заградителя, эскадренных миноносцев и тральщиков начал продвигаться вглубь акватории Рижского залива.
В это же время в Усть-Двинск пришел приказ начальника штаба Балтийского флота вице-адмирала Л. Б. Кербера, предписывающий «Сивучу II» и «Корейцу II» срочно идти в Моонзунд, — приказ, отданный с явным опозданием на сутки, посылал теперь канонерские лодки на верную гибель. Командиры наших кораблей перед выходом приняли решение

в случае гибели от подводной лодки, другому кораблю людей не снимать;
 в случае встречи с более сильным и многочисленным неприятелем, не держаться соединенно.

После выхода из Усть-Двинска 6 августа в 13 ч 25 мин, русские канонерки неоднократно получали радиосообщения о нахождении на пути их следования неприятельских судов.
В 20 часов 50 минут канонерские лодки обнаружили крейсер «Аугсбург» и миноносцы V29 и V100. Противник запросил опознавательные и, не получив ответа, открыл огонь. На «Аугсбурге» посчитали, что обнаружены русские эсминцы, поэтому командир немецкого крейсера, опасаясь торпед, держал дистанцию. В 21 час 20 минут «Аугсбург» открыл огонь на поражение, и «Кореец II» получил сразу два попадания выше ватерлинии. Только теперь на кораблях противника поняли, что ведут бой с русскими канонерскими лодками. «Сивуч II» быстро получил сильные повреждения, и немецкий крейсер перенес огонь на уходивший «Кореец II». Немецкие комендоры не успевали изменять прицел, и поэтому «Кореец II» за это время повреждений не получил. Через несколько минут удачным выстрелом «Корейца» на «Augsburg» был снесен носовой прожектор, и это на некоторое время лишило немецкий корабль возможно целиться. Крейсер выполнил поворот для того, чтобы ввести в действие кормовой прожектор, но ценное время было потеряно и «Кореец» смог уйти на мелководье.
Через 12 минут после ухода от противника «Кореец II» сел на мель. И. К. Федяевский предпринял решительные действия — были уничтожены секретные документы, отправлено последнее радиосообщение в Минную дивизию, спустили вельбот. На следующий день, не имея точных сведений о противнике, офицеры корабля приняли тяжелейшее решение- корабль был взорван. По иронии судьбы, немецкие суда уже уходили из залива.

## Дальнейшая судьба
Попытки поднять канонерскую лодку во время войны не увенчались успехом, организация же подъёма была возложена на прежнего командира «Корейца» И. К. Федяевского, действия которого по уничтожению корабля были признаны поспешными. С канонерской лодки были подняты оба 120 мм орудия и шесть 75 мм пушек. В 1922 году корабль был разобран эстонцами на металлолом.

## Командиры
- 05.03.1907 — хх.хх.1909 — капитан 2-го ранга Римский-Корсаков, Фёдор Воинович
- хх.хх.1913 — 07.08.1915 — капитан 2-го ранга Федяевский, Иван Константинович[2].